# ナイルアロワナ
ナイルアロワナ（学名：Heterotis niloticus）は、アロワナ目アロワナ科に分類される魚類の一種。"アロワナ"と呼ばれているものの分類上はアロワナよりもピラルクーに近い。属名からヘテロティスとも呼ばれる。
アロワナ目では唯一のプランクトンフィーダーであり、砂中の微生物を砂ごと口に含み濾しとって食べる。そのため水面に浮かぶ昆虫などを食べるのに特化した上向きの口を持つアジアや南米のアロワナと異なり、口はやや下向きに付いている。

## 形態
鱗は大きく、背鰭と臀鰭は体後方にあり、尾鰭は丸い。体長は体高の3.5 - 5.0倍。体長は最大1 m、体重は最大10.2 kgに達する。体色は灰色、茶色、または青銅色。幼魚には暗い縦縞がある。鰓に空気呼吸器官をもち、水中酸素の少ない環境でも生存できる。

## 分布
本来の分布域はスーダン、セネガル、ガンビア、東アフリカの一部である。コルバル川、ヴォルタ川、ウェメ川、ニジェール川、ベヌエ川、ナイル川、チャド湖、トゥルカナ湖が含まれる。食用としてコートジボワール、ナイジェリアのクロス川、カメルーンのサナガ川とニョン川、ガボンのオゴウェ川、コンゴ川中流から下流域のウバンギ川やカサイ川、マダガスカルにも放流され定着している。

## 人との関わり
地元で食用魚とされ、過去には観賞用に捕獲もされていた。養殖が行われており、密度に対する耐性と餌の与えやすさから成功している。比較的幼魚の時はおとなしい為、シルバーアロワナ、プレコ類など混泳させやすいが、体長が大きくなってくると注意が必要である。飼育下では冷凍赤虫など人工餌に慣れやすい。よく食べるがなかなか成長しない。

## シノニム
- 属
  - Clupisudis Swainson, 1839
  - Helicobranchus Hyrtl, 1854

- 種
  - Clupisudis niloticus (G. Cuvier, 1829)
  - Sudis nilotica G. Cuvier, 1829
  - Sudis adansonii G. Cuvier, 1829
  - Heterotis adansonii (G. Cuvier, 1829)
  - Sudis niloticus Rüppell, 1829 (ambiguous)
  - Heterotis adansoni Valenciennes, 1847
  - Heterotis ehrenbergii Valenciennes, 1847